# Seara Nova
Seara Nova es una revista cultural portuguesa fundada en Lisboa en 1921 por iniciativa de Raul Proença y un grupo de intelectuales portugueses.

## Historia
El primer número de la revista Seara Nova apareció en octubre de 1921, apareciendo como fecha en su cabecera el 15 de octubre de 1921. Previamente se produjeron una serie de reuniones, y decisiva fue la de abril en Coimbrão, localidad del distrito de Leiría, en la que participaron Teixeira de Pascoaes, Raul Proença, Cámara Reis, Jaime Cortesão, Aquilino Ribeiro, Raul Brandão y Faria de Vasconcelos . En su origen era una publicación esencialmente doctrinaria y crítica, que asumía fines pedagógicos y políticos y pretendía contribuir a la quiebra del aislamiento de la élite intelectual portuguesa, aproximándola a la realidad social.

### Colaboradores

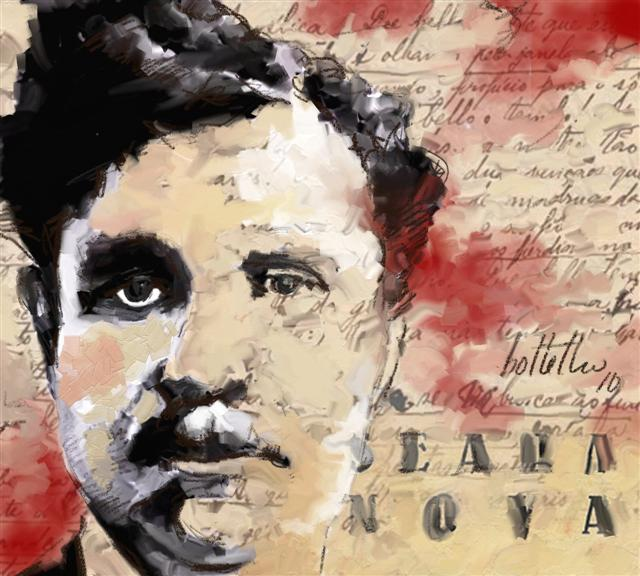
Raul Proença, fundador de la revista Seara Nueva.

Entre los colaboradores iniciales existía un grupo con cierta experiencia periodística, en especial Jaime Cortesão, Augusto Casimiro y Raul Proença, que ya habían colaborado con la revista A Aguia, publicación que no había podido satisfacer el propósito de intervención y de aproximación a la sociedad que los animaba. En los primeros años el proyecto aunó a algunos de los principales nombres de la intelectualidad de la época: Jaime Cortesão, Raul Proença, António Sérgio, Raul Brandão, Aquilino Ribeiro, Cámara Reis y Augusto Casimiro, y a lo largo de los más de 50 años de publicación relativamente regular fueron muchos los intelectuales que colaboraron con Seara Nova, entre muchos otros: António Sérgio (que integró la dirección a partir de 1923 y en ella se consagró como pensador y crítico), Augusto Casimiro, Augusto da Costa Dias, Rogério Fernandes, Augusto Abelaira, Teixeira Gomes, Assis Esperança, Afonso Duarte, Hernâni Cidade, Joaquim de Carvalho, João de Barros, Irene Lisboa, Manuel Mendes, José Rodrigues Miguéis, José Bacelar, Álvaro Salema, Lobo Vilela, Santana Dionísio, José Gomes Ferreira, Adeodato Barreto, Adolfo Casais Monteiro, Mário Dionísio, João Martins Pereira, Avelino da Costa Cunhal, Fernando Lopes-Graça y Jorge de Sena.

### Identidad política-ideológica
Tras la implantación en 1927 de la Dictadura Nacional y la consolidación del Estado Novo, Seara Nova se transformó en el principal periódico de oposición democrática al régimen de António de Oliveira Salazar. Al largo de medio siglo tras el golpe de Estado de 28 de mayo de 1927, la revista desempeñó un papel central de reflexión e intervención crítica frente al proceso de degeneración del liberalismo republicano de la década de 1920 y después en la oposición a la consolidación del Estado Novo en la segunda mitad de la década de 1930, en la resistencia cívica al largo de los años de 1940 y 1950 y en la renovación ideológica y doctrinaria de la izquierda portuguesa y en su afirmación política y cultural en las décadas de 1960 y 1970 hasta la caída de la dictadura y la llegada de la democracia a Portugal. 

## Series y periodicidad
La revista se publicó, aunque no siempre regularmente, hasta 1979, llegando al  número 1598/1599. A partir de aquel año, pasó a publicar solo un número por año para asegurar que, conforme a la ley portuguesa, el título no se perdiera, y así continuó hasta 1985, cuando reapareció como revista trimestral, a partir de la edición del verano de 2004 la publicación retomó la anterior numeración, incorporando posteriormente todas las ediciones que se habían hecho mientras tanto.